# Chiquito & Bordoneio
Chiquito & Bordoneio é um conjunto de música regionalista gaúcha de Erechim, Rio Grande do Sul. Surgiu depois que Chiquito desfez a dupla com seu irmão Gildinho no Grupo Os Monarcas, em 1990. Com isso, em 1995 Chiquito decidiu montar seu próprio grupo, Chiquito & Bordoneio.
Curiosamente o nome Grupo Bordoneio já existia antes mesmo de 1995, tendo lançado em 1991 um LP chamado Pampa Esperança, sendo o grupo oriundo de Marau.
Em contrapartida Chiquito após sair dos Monarcas se apresentava como Chiquito & Os Veteranos, junto com ele os músicos Mauro Lanfredi, Paulinho Barcellos, Ademar Pereira, Elias Rezende, o cantor Pedro Neves e seu filho Alexandre Corrêa, vindo a formar a primeira formação do Chiquito & Bordoneio.
Entre seus principais sucessos, estão Fungando Poeira, Da Estância pra Venda, No Compasso da Sanfona, Roda Morena, No Rastro do Surungo, Domador e Gaiteiro, Pra Bailar de Cola Atada, Do Tamanho do Brasil, Do Meu Jeitão Bem Bagual, Frente a Frente, Eternamente Você, Remelexo, Peão Não Chora, Ah Se Eu Pudesse, Tô Querendo te Ver, Enforquilhado, Leão Domado, Eu Só Quero Folia, Ay me Gusta uma Milonga, Tá Mentindo, Saudade do Meu Lugar, Descendo pra Fronteira, Atire a Chave, Qualquer Uma!, Lovecínio (Cavalo Também é lenha), Lumiá (Xote da Lua), Vanerão e Tudo Mais, Duvido não Passar, Limpa-Banco em Dó Maior, Manda um Beijo pra Ela, Os Dançador de Vaneira, Ai de Bão, Capital do Fandango, Dois Tombos, Tudo Vem do Campo, entre outras.
Tem, em seu estilo, uma música mais romântica, mas sem deixar as tradições e a vaneira de lado.
No começo de 2013, retomam totalmente as origens da música tradicionalista gaúcha, gravando em 23 de janeiro  seu 3º DVD da carreira no município de Erechim, com a participações de Os Monarcas, Os Mirins, Os Serranos, Adelar Bertussi, Gaúcho da Fronteira,Juliano Trindade''Bonitinho'', Gerson Fogaça, Airton Machado, Ivonir Machado, Dionísio Costa e João Luiz Corrêa.
Com mais de 25 anos de carreira eles tem na bagagem 17 CDS de Estúdio, incluindo um promocional e um instrumental, 3 DVDS Ao Vivo, 1 em Biguaçu/SC e 2 em Erechim/RS e 3 Coletâneas, com 16 Grandes Sucessos, 1 Apanhado dos CDS Fungando Poeira e Da Estância Pra Venda e 1 CD Especial da Semana Farroupilha.

## Biografia
1995 - Fungando Poeira e a Primeira Formação
O Grupo assina contrato com a Gravadora ACIT para a gravação do primeiro LP e depois CD Fungando Poeira, com destaque para a música título e também outro sucesso, a música Ronda das Casas.
Nesse meio período Márcio Fava integra o grupo como cantor.
1997 - O Primeiro Grande Sucesso
Antes de 1997, o cantor Pedro Neves e o gaiteiro Elias Rezende deixam o grupo.
Naquele ano Canhoto integra o grupo como gaiteiro e cantor e com essa formação lançam o CD Da Estância Pra Venda, sendo o título uma das músicas de trabalho, que é lembrada e executada até os dias de hoje.
Outra música que obteve sucesso foi Teia de Luz.
1999 - Presença Carimbada
O Baterista e cantor Ademar Pereira acaba saindo e Rodrigo Silveira entra como novo baterista e cantor.
Naquele ano lançam o CD Bem no Nosso Estilo e implacam alguns sucessos como Adoçando o Amargo, No Compasso da Sanfona, Apostando na Sorte e Tranquito Missioneiro.
Nesta época eles carimbam presença em coletâneas da Gravadora ACIT, como Canto e Encanto Nativo, Chão Batido, Só Vanerão, entre outros.
2001 - Virada de Chave e Reconhecimento
Aquele ano foi a virada de chave para o grupo ganhar reconhecimento em todo o Rio Grande do Sul.
O guitarrista e cantor Paulo Barcellos já havia saído e em seu lugar entra Ronaldo Caldas como novo guitarrista e cantor, com sucessos na voz dele no CD Força Fandangueira.
Tendo sucessos como No Rastro do Surungo, Roda Morena, Bem Lôco Pra Dançar, Guria dos Meus Encantos, Peão Não Chora, Preciso te Encontrar, Freio de Ouro, Domador e Gaiteiro, Mandando Lenha e De Gaita e Pandeiro.
2002 - Conquistando o Espaço
Em 2002 lançam o CD Conquistando Espaço, já tendo sucessos como Flor de Morenaça, Sorriso Lindo, Sofro e Choro, Quando Busco te Esquecer, Um Poncho Amigo e o instrumental Balanção do Nego Juca.
O grupo acaba tendo algumas modificações na sua formação, com o baterista e vocal Dinei entrando no lugar de Rodrigo Silveira e também com o percussionista e gaita-ponto Paulinho Sabbei sendo integrado ao grupo.
Também nesta época começam a aparecer em vários programas de TV, especialmente no Galpão Crioulo da RBS TV.
2003 e 2004 - Mais Sucesso
Em 2003, Paulo Fogaça entra como segundo cantor solo, já vindo de grupos conhecidos como Os Tiranos, Os Nativos e Marca Nativa.
Também participam da primeira edição do Festchê, em DVD e CD Gravado no Teresópolis Tênis Clube, em Porto Alegre/RS. Evento que reuniu vários nomes da música gaúcha, cantaram as músicas Sorriso Lindo e Roda Morena.
Também em 2003 tem sua primeira Coletânea Individual, reunindo 16 Grandes Sucessos.
Mauro Lanfredi, baixista e vocal acaba saindo para na sequência integrar a Banda Os Cometas e Pequeno assume seu lugar como baixista e cantor e com a formação de 9 lançam o CD Cada Vez Melhor, com muitos sucessos como Do Tamanho do Brasil, Remelexo, Na Paz do Campo, Mais Que a Minha Vida, Do Meu Jeitão Bem Bagual, Balanço de Vanera, Frente a Frente, Eternamente Você e Pra Bailar de Cola Atada, uma adaptação da música de César Oliveira & Rogério Melo.
Em 2004 participam da segunda edição do Festchê, desta vez gravado no Clube Farrapos, em Porto Alegre, em DVD e CD.
Ali ainda trabalhavam o disco Cada Vez Melhor, interpretando as músicas Do Tamanho do Brasil e Remelexo.
2005 - 10 Anos e o Primeiro DVD
Em 2005 eles integram o cast da coletânea Série Duplo Pra Você, um apanhado dos primeiros dois trabalhos do grupo, Fungando Poeira e Da Estância Pra Venda, em apenas 1 CD.
Naquele ano também já completavam 10 Anos de Carreira e com isso vem a gravação do Primeiro DVD Comemorativo, no Centro de Eventos Petry, em Biguaçu/SC, relembrando os melhores sucessos dos 10 Anos, incluindo inéditas.
Entre elas, Chorando se Foi, Se Tem "Muié", Irmão,Amigo e Parceiro, Swingando na Vanera, Faz de Conta Que Eu Sou Ele, Gineteando e Amor Ausente.
Entre os músicos convidados estavam o percussionista e gaiteiro Nielsen Santos e 
o violonista Marcello Caminha, além do produtor Edison Campagna na guitarra em duas faixas.
2006 - Romantismo e Gauchismo
Naquele ano eles subiam ao palco do Terceiro Festchê, agora nos Pavilhões da Festa da Uva, em Caxias do Sul/RS, relembrando dois sucessos do DVD e CD de 10 Anos, as músicas Faz de Conta Que Eu Sou Ele e Se Tem "Muié", além de uma participação no Making-of do DVD.
No mesmo ano gravam o oitavo trabalho chamado Volume 8, agora trabalhando com vaneiras e canções mais românticas, sem deixar de lado a tradição.
Entre os principais sucessos estão as músicas Rincão dos Touros, Ah! Se Eu Pudesse, Enforquilhado, Acertei na Mega-Sena, Anunciação, Nos Bailes do Cafundó, Esfrega, Leão Domado e Tramado na Lida.
O CD Conta com as participações especiais de Maestro Pinocchio, Gaúcho da Fronteira e Ataíde & Alexandre.
2008 - Sem Parar
O Ano de 2008 traria grandes mudanças na sua formação.
A primeira era a saída do cantor e guitarrista Ronaldo Caldas, que na sequência iria integrar o Grupo TalaGaço.
Ele ainda chega a participar do Quarto Festchê, também gravado nos Pavilhões da Festa da Uva, em Caxias do Sul/RS, cantando as músicas Saudade Dela e Minha História de Amor, registrado em DVD e CD.
No lugar dele entra o guitarrista e cantor Cristian Jochan.
Canhoto também acaba saindo, dando início a sua Carreira Solo, em seu lugar entrando Juleandro Fontana como gaiteiro e vocal, que estava nos Garotos de Ouro.
Eles gravam o CD Sem Parar, com alguns sucessos como Eu Só Quero Folia, uma nova versão de Saudade Dela e uma versão de Liguei Pra Dizer Que Te Amo.
2009 - Segunda Geração
É Lançado o Segundo DVD e CD Ao Vivo, gravado em Erechim/RS ainda em 2008.
É Um DVD que resgata músicas do disco Sem Parar e algumas inéditas.
Os sucessos ficaram bastante equilibrados, por conta das versões Ao Vivo fazerem mais sucesso do que as do CD Sem Parar, mas entre elas vieram os sucessos Ah! Se Eu Pudesse , Aonde Tiver Um Gaiteiro, Tá Mentindo, Ay Me Gusta Uma Milonga, Você Me Deixa Louco, Um Canto de Liberdade, Eu Só Quero Folia, Vamo Botá Pra Valer, Duas Gaitas e Duas Histórias e Eu Sou Peão.
Conta com as participações da dupla Luis Claudio & Giuliano e também de Gildinho, dos Monarcas.
Neste mesmo período o percussionista e gaita-ponto Paulinho Sabbei também acaba saindo, indo para o Sorriso Lindo, de Ronaldo Caldas.
2010 - Canhoto, o Retorno
O Grupo acaba tendo novidades, como o retorno de Canhoto como gaiteiro e cantor após a saída do acordeonista e vocal Juleandro Fontana e também a entrada de Marcos Vanin, o Marquinhos, como cantor, violão e percussão eventual. Marcos já havia participado do Grupo Renascença.
É Gravado o CD Para Ouvir e Dançar, com alguns sucessos como Descendo Pra Fronteira, Atire a Chave, Força e Rebeldia e Lenha de Boa Brasa.
Alexandre Corrêa, filho de Chiquito que era um dos gaiteiros acaba se desligando da formação, atuando apenas na parte administrativa do grupo.
2012 - CD Novo, Gravadora Nova
O Grupo troca seu selo de gravadora, agora lançando seus CDS pela Fonomidia.
Com esta gravadora lançam o CD Nosso Mundo, já com alguns sucessos e músicas já conhecidas de outros intérpretes.
Músicas como Qualquer Uma!, Lovecínio (Cavaco Também é Lenha), Sangue de Horneiro, Gaita na Bailanta, Lumiá (Xote da Lua) e Vanerão e Tudo Mais.
2013 - A História Viva da Música Gaúcha, Voltando as Raízes
O Grupo retorna as suas raízes mais fandangueiras gravando o terceiro DVD e CD Ao Vivo em Erechim, chamado A História Viva da Música Gaúcha.
Com muitos convidados, como Os Monarcas, Os Serranos, Os Mirins, Gaúcho da Fronteira, Garotos de Ouro e Os Nativos nas primeiras formações, João Luiz Corrêa, Wilson Paim, entre outros.
Também houve a participação de Alexandre Corrêa na música Roda Morena.
O DVD traz releituras de grandes sucessos de seus convidados também nas vozes do grupo, mas também incluindo músicas inéditas como Duvido Não Passar, Amantes do Laço e Bota Que Bota.
Também houve a entrada de Joel Pires como acordeonista, que também participou do DVD.
2014 - Reformulação
O Grupo passa por uma grande reformulação em seus integrantes.
Na guitarra e voz, entra Fábio Quaraí no lugar de Cristian Jochan, vindo do Grupo Fogo de Chão.
Pequeno também sai para integrar o projeto solo de Paulinho Mocelin, entrando Fabrício D'Favery como baixista e cantor, vindo do Marcas do Pampa.
Os cantores Paulo Fogaça e Marcos Vanin também saem, com o primeiro dando início a sua Carreira Solo.
Daí entra Zé Leandro, vindo do Tchê Guri.
Com a nova formação também vem a nova gravadora, gravando e lançando seu único CD pela Gravadora Vertical chamado Marca Gaúcha.
O CD traz 18 faixas, com destaque para a música título Marca Gaúcha, Comparsão de Janeiro, Parceiros das Madrugadas e Limpa-Banco em Dó Maior, com esta fazendo o grupo ter repercussão forte nas rádios, em programas de televisão e em visualizações no YouTube.
2015 - 20 Anos "Gaúcho Por Demais"
Bordoneio completara 20 Anos de Carreira e com isso, um CD novo, agora pela Show do Sul Gravadora, a mesma que produz os CDS de João Luiz Corrêa.
Nesse meio tempo, Joel Pires acaba saindo, entrando em seu lugar Gustavo Michelon, gaiteiro e vocalista. 
É Lançado o CD Gaúcho Por Demais, trazendo alguns sucessos e músicas marcantes como Cordeona do João Mico, com participação de João Luiz Corrêa e Gildinho dos Monarcas, Manda Um Beijo Pra Ela, No Lombo do Picumã e No Estilo da Fronteira.
Ainda em 2015 é lançada a música de trabalho Tô Preocupado.
2016 e 2017 - Chegadas e Saídas  e Alma Fandangueira
Naquele ano ocorreram algumas modificações na formação, com o baterista e voz Dinei saindo após mais de 10 anos integrando o grupo.
Em seu lugar entra o experiente baterista Rick Teixeira.
Algum tempo depois Canhoto acaba saindo novamente, dando sequência a sua carreira agora com os Atrevidos da Vaneira.
Foram assim até 2017, quando lançam um EP Promocional, com uma coletânea de sucessos incluindo três músicas inéditas, Modelo à Toda Terra, Bateu Saudade e Gaiteiro e Domador.
Na segunda metade de 2017 já ocorrem outras mudanças, a entrada do gaiteiro Felipe Emanuel e a saída de Rick Teixeira, dando lugar a Dione Otharan, conhecido como Pedal, como baterista e voz.
Essa formação acaba ocorrendo a gravação de um novo CD chamado Alma Fandangueira, com destaque para as músicas Os Dançador de Vaneira, Larga Pra Mim, Bem Arreglado, Debaixo do Meu Chapéu e Sofrenando Meu Destino, com o disco sendo trabalhado por todo o ano de 2018.
2018 e 2019 - Ai de Bão e Capital do Fandango
O Grupo já começava aquele ano lançando uma nova música de trabalho chamada Ai de Bão, gerando visualizações no YouTube.
Também lançam uma Coletânea Especial Semana Farroupilha relembrando os sucessos mais recentes.
O Gaiteiro Felipe Emanuel anuncia sua saída e em seu lugar entra Paulinho Noriller, que vinha do grupo Tchê Campeiro.
Quem também teve uma passagem rápida pelo grupo foi o jovem gaiteiro Guilherme Beviláqua, indo depois para o Manotaço.
Em 2019 gravam o CD Instrumental Vaneira Gaúcha, e naquele ano Fábio Quaraí, guitarrista e cantor também anuncia sua saída do grupo para começar um novo projeto.
Entra Edison Mello, guitarrista e cantor com passagens por grandes grupos como Grupo Bailanta, Grupo Candieiro, Grupo Chamamento, Garotos de Ouro, Grupo Campeirismo e Grupo Gaitaço.
Algum tempo depois o gaiteiro Paulinho Noriller também acaba saindo, entrando Gabriel Teixeira na sequência como novo gaiteiro.
O Grupo lança uma música nova chamada Capital do Fandango, gerando visualizações no YouTube e aparições em programas de TV naquele ano.
2020 - Novos Tempos e Período Pós-Pandemia
Eles lançam o CD Novos Tempos, sendo o Décimo Sétimo CD da Carreira, com destaque para as músicas De Basto,Suor e Lida, Garrando um Sentimento e Dois Tombos, sendo esta a música mais executada daquele ano em diante.
As músicas do disco ganharam bastante destaque ganhando um videoclipe cada uma, mostrando a essência do Grupo Bordoneio.
Meses após o lançamento do CD, o gaiteiro Gabriel Teixeira acaba
saindo.
2021 e 2022 - Passagens Marcantes
Felipe Emanuel anuncia seu retorno ao grupo, sendo sua segunda passagem.
De 2020 até aquele momento, por conta da pandemia, o grupo vinha fazendo lives no Perfil Oficial do YouTube, relembrando seus sucessos e também comemorando seus 25 Anos de Carreira.
A Música Dois Tombos vinha ganhando mais destaque, principalmente em programas de TV.
Eles lançam em 2022 a música Tudo Vem do Campo, sendo a nova música de trabalho.
Algum tempo depois o gaiteiro Felipe Emanuel acaba saindo novamente agradecendo ao grupo pela segunda oportunidade e em seu  lugar entra Lucas Biazus como novo gaiteiro.
Ainda naquele ano de 2022, o gaiteiro e vocalista Gustavo Michelon também anuncia sua saída para dar uma pausa e depois começar seu projeto no Grupo Batecoxa.
Entra em seu lugar Thiago Lopes, gaiteiro vindo do Grupo Candieiro.
Ainda naquele ano Chiquito grava um projeto com seu irmão Gildinho chamado Dois Irmãos e Uma História, no CTG Sentinela da Querência, em Erechim-RS.
2023 - O Sucesso Continua
Thiago Lopes permanece por mais um tempo e acaba saindo, recebendo um convite do Tchê Barbaridade.
Em seu lugar entra o gaiteiro e vocal Juninho.
Com a nova formação lançam as músicas de trabalho Final de Tarde e Gauderiada.
2024 - presente - Novo Cantor
Em 2024, o cantor e gaiteiro Guilherme Klippel integra a formação atual do Bordoneio.

## Integrantes
- Chiquito - acordeon, gaita-ponto e vocal (1995 - presente)
- Marcio Fava - voz solo (1995 - presente)
- Lucas Biazus - acordeon (2022 - presente)
- Edison Mello - guitarra e voz (2019 - presente)
- Fabricio D'Favery - baixo e voz (2014 - presente)
- Dione Otharan "Pedal" - bateria e voz (2017 - presente)
- Guilherme Klippel - voz solo e acordeon (2024 - presente)

## Ex-Integrantes
- Pedro Neves (voz solo e violão) (1995 a 1996)
- Paulo Fogaça (voz solo e violão) (2003 a 2013)
- Zé Leandro (voz solo) (2014 a 2018)
- Paulo Barcellos (guitarra, voz solo e vocal) (1995 a 1999)
- Ronaldo Caldas (guitarra, voz solo e vocal) (2000 a 2008)
- Cristian Jochan (guitarra, voz solo e vocal) (2008 a 2013)
- Fábio Quaraí (guitarra, voz solo e vocal) (2014 a 2019)
- Mauro Lanfredi (contrabaixo e vocal) (1995 a 2003)
- Pequeno (baixo, voz solo e vocal)  (2003 a 2013)
- Alexandre Corrêa (acordeon) (1995 a 2010)
- Elias Rezende (acordeon) (1995 a 1996)
- Canhoto (acordeon e voz solo)  (1997 a 2006 - 2010 a 2016)
- Juleandro Fontana (acordeon e vocal) (2008 a 2009)
- Joel Pires (acordeon) (2013 a 2015)
- Guilherme Beviláqua (acordeon e vocal) (2018 a 2019)
- Paulo Noriller (acordeon) (2018 a 2019)
- Gabriel Teixeira (acordeon) (2020 a 2021)
- Felipe Emanuel (acordeon) (2017 a 2018 - 2022 a 2022)
- Gustavo Michelon (acordeon e voz) (2015 a 2022)
- Thiago Lopes (acordeon) (2022 a 2023)
- Juninho (acordeon e vocal) (2023 a 2024)
- Paulinho Sabbei (percussão, gaita-ponto e vocal) (2002 a 2009)
- Marcos Vanin (percussão, voz solo e violão) (2010 a 2013)
- Ademar Pereira (bateria e voz solo) (1995 a 1998)
- Rodrigo Silveira (bateria e voz solo) (1999 a 2001)
- Dinei (bateria e vocal) (2002 a 2016)
- Rick Teixeira (bateria) (2016 a 2017)

## Legado
Já tiveram suas músicas próprias e de repertório cantadas por outros artistas da música gaúcha e do vanerão, tais como:
- Grupo Tradição/MS (No Compasso da Sanfona)
- Grupo Charruas (No Rastro do Surungo)
- Alma Serrana (Roda Morena e Peão Não Chora)
- Balanço Campeiro (Mandando Lenha e Balanço de Vanera)
- Grupo Gauderiando (Do Meu Jeitão Bem Bagual)
- Tchê Barbaridade (Liguei Pra Dizer Que Te Amo)
- Paulinho Mocelin (Baile de Rodeio)
- Zé Leandro & Grupo Pago Sul (Pra Perceber Que Eu Sou Gaúcho)
- Grupo Bailaço (Os Dançador de Vaneira e Larga Pra Mim)

Também já foram intérpretes de músicas de artistas regionais e até nacionais, músicas como:
- Peão Não Chora (Guilherme & Santiago)
- Sofro e Choro (Rick & Renner)
- Pra Bailar de Cola Atada (César Oliveira & Rogério Melo)
- Frente a Frente (Matogrosso & Mathias)
- Chorando Se Foi (Márcia Ferreira)
- Swingando na Vanera (Portal Gaúcho)
- Faz de Conta Que Eu Sou Ele (Cezar & Paulinho)
- Rincão dos Touros (Luiz Marenco)
- Anunciação (Alceu Valença)
- Leão Domado (Chico Rey & Paraná)
- Liguei Pra Dizer Que Te Amo (Alam  e Aladim)
- Eu Sou Peão (Luiz Cláudio & Giuliano)
- Solidão de Amigos (Maate Quente)
- Atire a Chave (Guilherme e Leonardo)
- Qualquer Uma! (Joca Martins)
- Lovecínio "Cavaco Também é Lenha" (Som Campeiro)
- Sangue de Horneiro (Piazitos do Fandango)
- Gaita na Bailanta (Sarandeeio do Brasil)
- Vanerão e Tudo Mais (Márcio Correia & Iberê)
- Comparsão de Janeiro (Marcelo Oliveira)
- Baile de Rodeio (Paulinho Mocelin)
- Rancheira da Maruca (Os Monarcas)
- Fandango e Rodeio (Grupo Chamamento)
- No Estilo da Fronteira (Fábio Quaraí)
- Bem Arreglado (Tchê Guri)
- Tranco do Gervásio (Os Mateadores)
- Vaneira da Restinga (Os Mateadores)

## Discografia

### Álbuns de estúdio
| Ano  | Álbum                            | Gravadora         |
| ---- | -------------------------------- | ----------------- |
| 1995 | Fungando Poeira                  | Acit              |
| 1997 | Da Estancia pra Venda            | Acit              |
| 1999 | Bem no Nosso Estilo              | Acit              |
| 2001 | Força Fandangueira               | Acit              |
| 2002 | Conquistando Espaço              | Acit              |
| 2003 | Cada Vez Melhor                  | Acit              |
| 2006 | Chiquito & Bordoneio - Volume 08 | Acit              |
| 2008 | Sem Parar                        | Acit              |
| 2010 | Para Ouvir e Dançar              | Acit              |
| 2011 | Nosso Mundo                      | Fonomidia         |
| 2014 | Marca Gaúcha                     | Vertical          |
| 2015 | Gaúcho por Demais                | Show do Sul Grav. |
| 2017 | EP Modelo à Toda Terra           | Show do Sul Grav. |
| 2017 | Alma Fandangueira                | Show do Sul Grav. |
| 2019 | Vaneira Gaúcha - Instrumental    | Independente      |
| 2020 | Novos Tempos                     | Independente      |

### Álbuns ao vivo
| Ano  | Álbum                            | Gravadora |
| ---- | -------------------------------- | --------- |
| 2005 | Chiquito & Bordoneio - 10 Anos   | Acit      |
| 2009 | Ao Vivo Em Erechim               | Acit      |
| 2013 | A História Viva da Música Gaúcha | Fonomidia |

### Coletâneas
| Ano  | Álbum                                                          | Gravadora    |
| ---- | -------------------------------------------------------------- | ------------ |
| 2003 | Os 16 Grandes Sucessos de Chiquito & Bordoneio - Série +       | Acit         |
| 2006 | Série Duplo Pra Você - Fungando Poeira e Da Estância Pra Venda | Acit         |
| 2018 | Especial Semana Farroupilha                                    | Independente |